# Hundeparken
Hundeparken (ofte forkortet HP eller hp) er en chat rettet mod børn og unge, som fra 2003-2012 blev drevet af DR og var tilgængelig online på dr.dk. Chatten blev i 2012 overdraget af DR til en gruppe frivillige brugere og fik i den forbindelse et nyt hjem på hundeparken.dk.
Hundeparken fandtes tidligere også i Norge (lukkede i 2011) og Sverige (lukkede i 2008), hvor de ligesom i Danmark blev administreret af public service-medier, nemlig hhv. NRK og SVT.
Den 13. november 2020 åbnede Hundeparken i en ny version, Hundeparken 3.

## Generelt om Hundeparken
Udover at være en chat, er Hundeparken samtidig også et spil, hvor man styrer en hund, som bl.a. kan købe hatte og tilegne sig evner.
For at holde ro i Hundeparken er der ansat frivillige moderatorer. Udover dem findes der også administratorer og udviklere, som sørger for udvikling af siden. Fælles for dem alle er, at de arbejder på frivillig basis og ofte udvælges blandt brugerne.
Hundeparken vandt i 2004 en europæisk pris, Prix Italia, da den 56. internationale konkurrence for radio-, tv- og webproduktioner sluttede i den sicilianske by Catania. DR Ung fik prisen for Hundeparken i kategorien "digital kommunikation" og blev fremhævet for "sit gode eksempel, og for hvordan de digitale mediers fulde potentiale udnyttes, når de unge leger, udforsker og eksperimenterer med social interaktion."

### Den første Hundepark
Hundeparken blev lanceret i 2003 og udviklet af firmaet TBWA\ (tidligere TBWA\ PLAY, og endnu tidligere Shockwaved) i samarbejde med DR Ung, der på det tidspunkt drev et online-community kaldet SKUM. Hundeparken Klient-siden var programmeret i Flash (ActionScript 1.0), og for at være med skulle man have en bruger på SKUM. Udover selve Hundeparken havde SKUM to debatrum tilegnet debat og spørgsmål om Hundeparken.

### Hundeparken 2
I 2008 blev der - i et samarbejde mellem DR og NRK - lanceret en ny version af Hundeparken, kaldet Hundeparken 2. I modsætning til den gamle version, der bestod af små, afgrænsede rum, bestod den nye version af Hundeparken af én stor, sammenhængende isometrisk 2D-verden, der dog også er opdelt i forskellige "øer". Mange af de gamle funktioner fra den oprindelige park blev samtidig erstattet af nye.

### Hundeparken 3
Den 13. april 2020 blev det annonceret for brugerne, at Hundeparken 2 lukkes ned 16. maj samme år, bl.a. fordi Adobe Flash, som også Hundeparken 2 kørte i, udfases i 2020. En ny version annonceredes samtidig, dog blev en lanceringsdato ikke offentliggjort. Med lukning af Hundeparken 2, lukkes også det tilhørende forum ligesom brugerdata slettes. I forbindelse med overgangen fra Hundeparken 1 til 2, valgte man at bevare de oprindelige brugerdata, så brugerne kunne fortsætte med de samme brugerprofiler og hunde som de havde anvendt i Hundeparken 1. Med overgangen fra Hundeparken 2 til 3 brydes dette og brugerprofiler stammende helt tilbage fra begyndelsen i 2003, slettes, til ærgrelse for nogle brugere med meget gamle brugerprofiler.
Præcis syv måneder efter annonceringen, og efter en periode med beta-testing, åbnede Hundeparken 3 den 13. november 2020. Den nye version er i høj grad inspireret af og designet efter den første Hundepark, og mange af de tidligere elementer og funktioner er vendt tilbage.

## Hundeparken som chatspil
Hundeparken har altid indeholdt en række spilelementer, der er med til at gøre det til et chatspil og ikke blot en chat.

### Rang & kobbel
I den første Hundepark var der 7 forskellige rang og 6 forskellige kobler. Rang fungerede som en slags level, mens koblerne gav adgang til et specielt rum, kun åbent for ens eget kobbel. Hvert rang og hvert kobbel havde sit eget, unikke symbol.
I Hundeparken 2 indgik kobbel og rang ikke, men i Hundeparken 3 er disse elementer vendt tilbage.

#### Rang
For at stige i rang skal man svare rigtigt på spørgsmål på VisdomsBjerget (VB), som fungerer som en quiz. Et rigtigt svar giver rangpoint. Det koster 15 karmapoint at besøge VisdomsBjerget, og man kan højst tjene 50 karmapoint pr. dag. Disse optjener man ved f.eks. at parre, tisse, skide etc.
Når man stiger i rang, får man flere evner og funktioner til rådighed (som f.eks. evnen til at svømme).
| Rang                           | Levelpoint krævet           | Evner                      | Tegn |
| ------------------------------ | --------------------------- | -------------------------- | ---- |
| Hvalp                          | 0-2 levelpoint              | Ingen                      |      |
| Slædehunde                     | 3-81 levelpoint             | Parre, ride, spørg om ven  |      |
| Sporhund                       | 82-179 levelpoint           | Skide og tisse             |      |
| Vandhund                       | 180-349 levelpoint          | Svømme                     |      |
| Rumhund                        | 350-656 levelpoint          | Warpe (skifte rum hurtigt) |      |
| Gøglerhund                     | 657-1352 levelpoint         | Forklædning                |      |
| Ninjahund (Den hemmelige rang) | 1353 eller flere levelpoint | Ninja-warp (teleport)      |      |

#### Kobbel
Ens kobbel fik man i den første Hundepark tildelt efter hvilket årstal, man var født i. 
Koblerne hed:
- Banden
- Stammen
- Klanen
- Sekten
- Logen
- Selskabet

I Hundeparken 2 blev kobbel-systemet erstattet til fordel for et hundetegnssystem. Koblerne vendte tilbage i Hundeparken 3 - denne gang som tilfældigt givne ved oprettelsen af en hund og ikke længere baseret på fødselsår.

### Hatte & kødben
I Hundeparken bruges kødben som valuta. Kødben kan man skaffe ved at spille små, integrerede spil. I den gamle park fandtes der spillene Knogleknas, Catsfree samt Danger Dog! Dive, Dive!. I Hundeparken 2 var spillene Knogleknas og Danger Dog! Dive, Dive! bevaret, mens Catsfree var erstattet af et spil ved navn Pitt pit. For kødben kan man købe hatte (og anden beklædning). Nogle hatte er dyrere end andre og derfor mere eftertragtede. Nogle hatte er så sjældne, at de slet ikke kan købes, nogle gange kan man dog være heldig at grave en hat op af jorden. For mange brugere drejer Hundeparken sig om at have de mest sjældne hatte, og der er opbygget en hel økonomi med hatte og kødben. Andre lægger større vægt på at chatte med deres venner.
De forskellige hatte har forskellige funktioner. Nogle af de forskellige funktioner er:
- Tag på hovedet
- Tag i munden
- Kast (brugt til bomber, der kan eksplodere og farve hunden grå)
- Spray (brugt til tæge-spray'en, som kunne fjerne karma-sugende tæger)
- Zap (en funktion til at åbne et eksternt link. Brugt til aviser i parken)
- Put i numsen (Fjernet – brugt til dildoer, men senere fjernet, da det ikke var børnevenligt nok)
- Forklæd (hatte, der kunne bruges af Gøglerhunde. Gøglerhunden kunne forvandle sig til hatten, og gå rundt forklædt som den. Eksempelvis Skummelbusken)r